# 北本駅

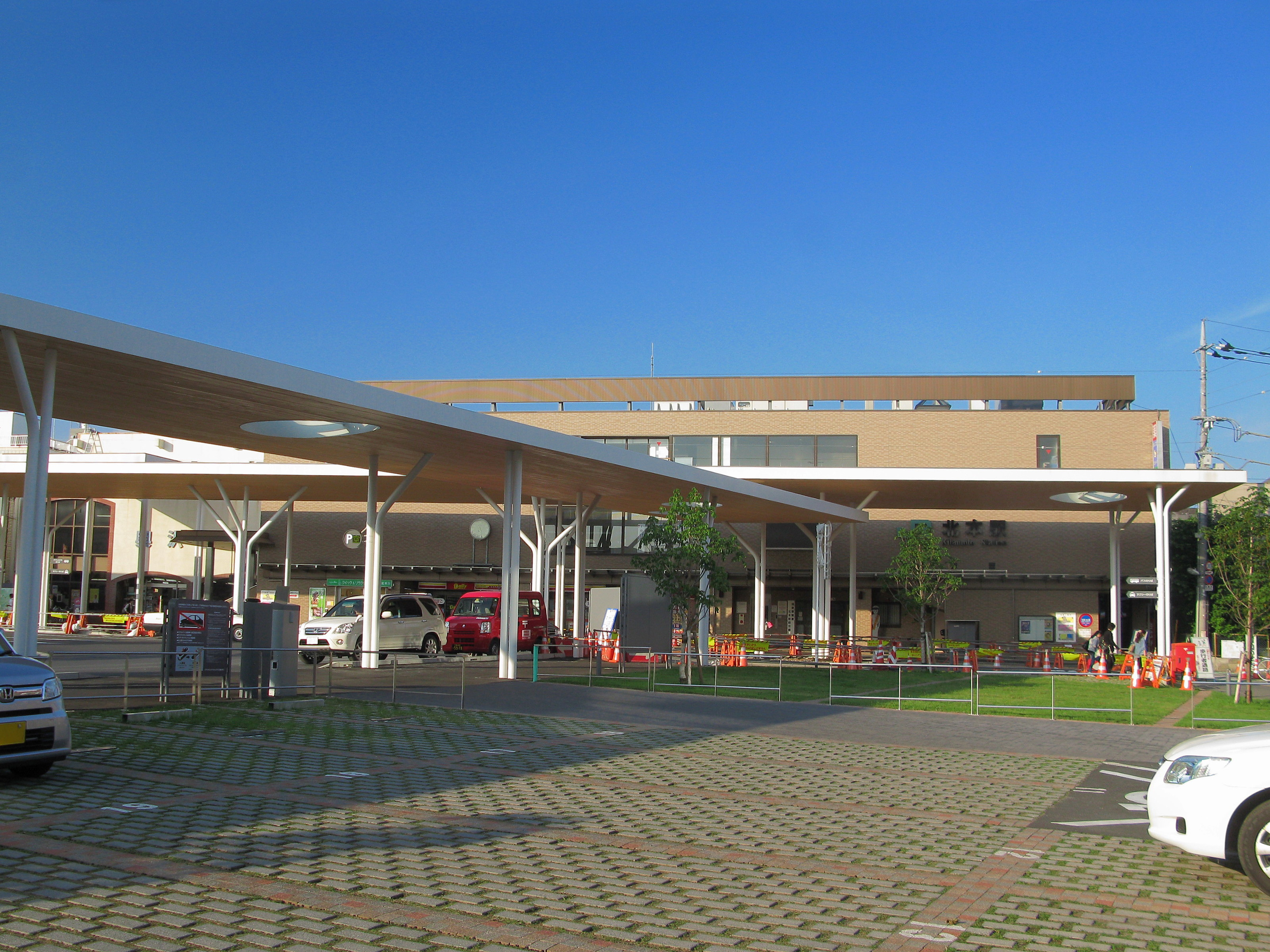
西口（2012年7月）

北本駅（きたもとえき）は、埼玉県北本市北本一丁目にある、東日本旅客鉄道（JR東日本）高崎線の駅である。
上野駅発着系統と、新宿駅経由で東海道線に直通する湘南新宿ライン、上野駅・東京駅経由で東海道線に直通する上野東京ラインが停車する。

## 歴史
- 1918年（大正7年）8月16日：本宿信号所が開設される[3]。信号所の場所は現在の駅がある場所とは異なり、現在の埼玉県道312号下石戸上菖蒲線（通称・南大通り線）の跨線橋付近に位置していた[4]。
- 1922年（大正11年）4月1日：本宿信号所が本宿信号場になる[3]。
- 1923年（大正12年）9月12日：関東大震災の被災者を満載した列車が、信号場構内で脱線転覆事故を起こす[4]。
- 1928年（昭和3年）8月1日：本宿信号場が駅に昇格し、北本宿駅（きたもとじゅくえき）として開業する[2]。
- 1943年（昭和18年）2月11日：北本宿駅所在地の中丸村と隣接する石戸村が合併し、駅名から北本宿村となる。
- 1961年（昭和36年）3月20日：北本宿村が1959年の町制施行の際に名称を北本町に変更したため、駅名を町名に合わせて北本駅に改称する[2]。
- 1962年（昭和37年）10月1日：貨物の取扱いを廃止[3]。
- 1977年（昭和52年）10月：橋上駅完成[5]。
- 1985年（昭和60年）3月14日：荷物扱い廃止[3]。
- 1986年（昭和61年）12月28日：みどりの窓口開設[6]。
- 1987年（昭和62年）4月1日：国鉄分割民営化に伴い、東日本旅客鉄道（JR東日本）の駅となる[3]。
- 1995年（平成7年）3月16日：自動改札機を設置し、供用開始[7]。
- 2001年（平成13年）11月18日：ICカード「Suica」の利用が可能となる[広報 1]。
- 2002年（平成14年）4月4日：北本駅西口ビルが開業[8]。
- 2016年（平成28年）3月10日：早朝無人化[9]。
- 2018年（平成30年）9月1日：業務委託化。
- 2022年（令和4年）12月15日：この日をもってみどりの窓口の営業を終了[10]。

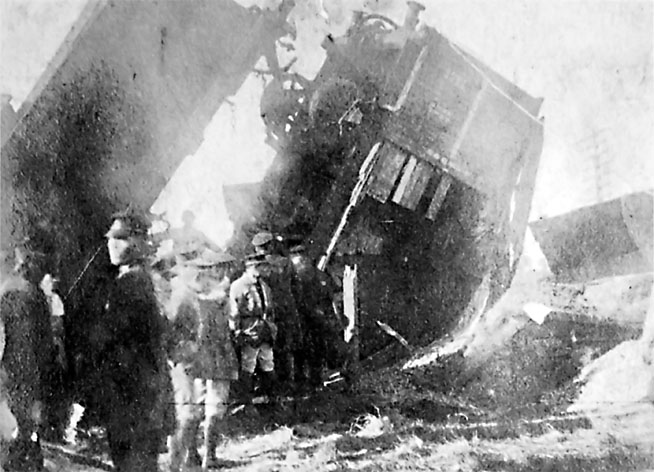
本宿信号場構内で発生した脱線転覆事故（1923年9月）
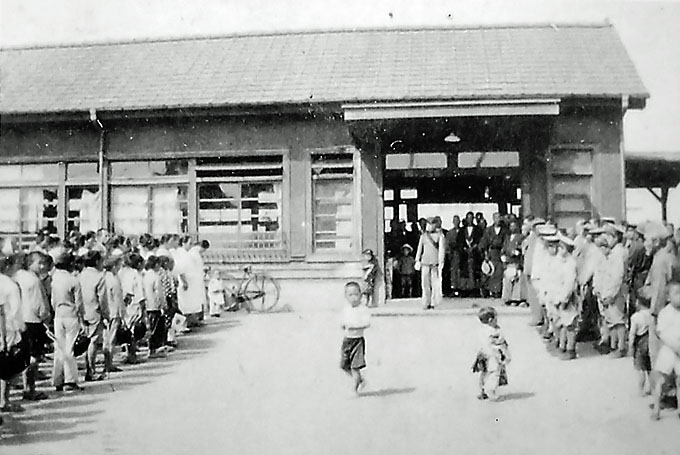
1940年頃の北本宿駅駅舎
1966年頃の北本駅旧駅舎[12]
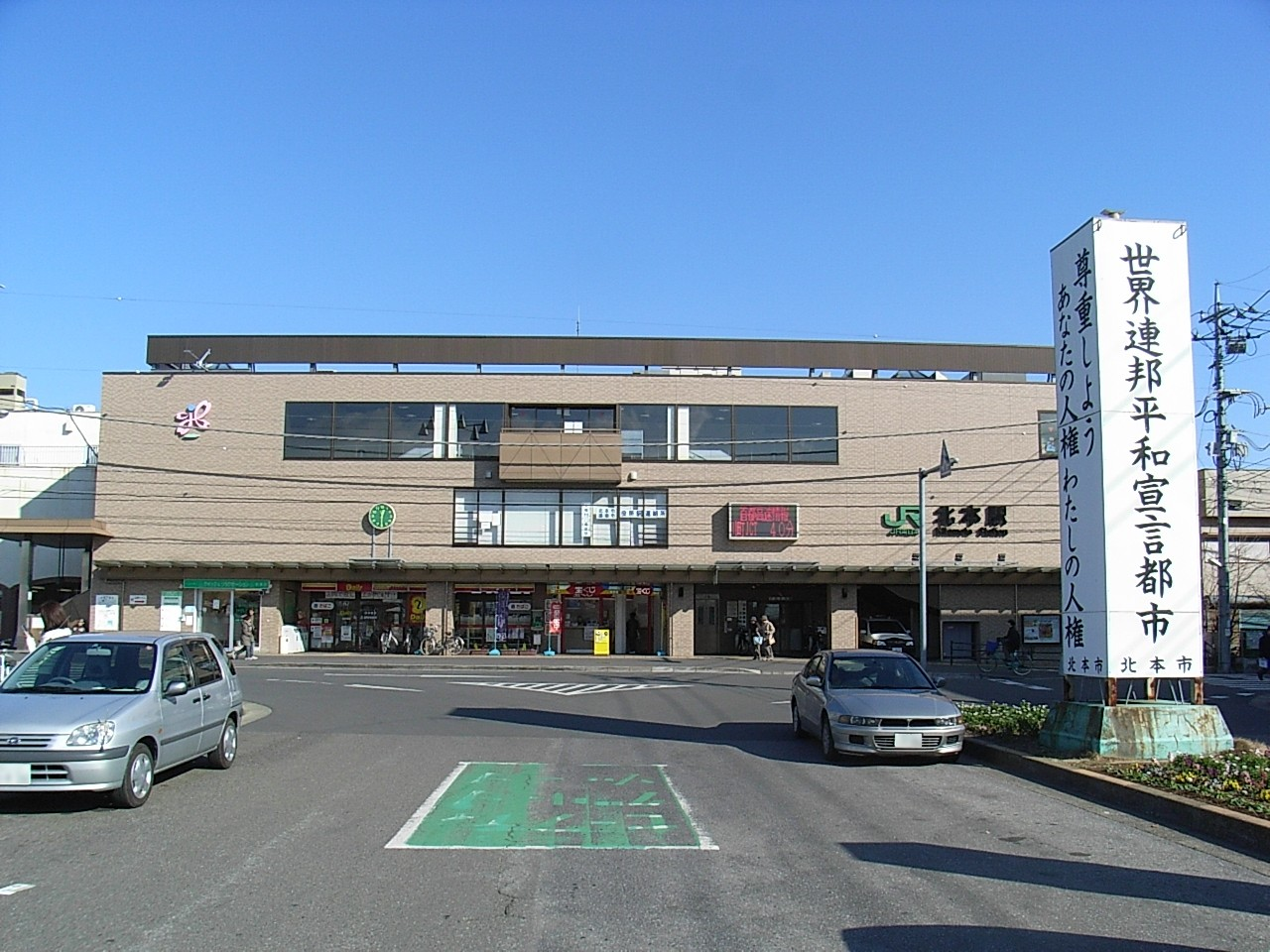
駅前広場改修事業前の西口（2007年1月）

## 駅構造
単式ホーム1面1線と島式ホーム1面2線、計2面3線のホームを有する地上駅で、橋上駅舎を有している。
高崎支社所属熊谷統括センター管轄鴻巣駅管理で、JR東日本ステーションサービスへ委託している業務委託駅。自動改札機、指定席券売機が設置されている。2016年3月10日より、始発から午前6時30分までの間は遠隔対応のため改札係員は不在となり、一部の自動券売機のみ稼働する。

### のりば
| 番線 | 路線             | 方向 | 行先                       | 備考            |
| ---- | ---------------- | ---- | -------------------------- | --------------- |
| 1・2 | ■ 高崎線         | 上り | 大宮・東京・新宿・横浜方面 | 2番線は一部列車 |
| 1・2 | ■ 湘南新宿ライン | 上り | 大宮・東京・新宿・横浜方面 | 2番線は一部列車 |
| 1・2 | ■ 上野東京ライン | 上り | 大宮・東京・新宿・横浜方面 | 2番線は一部列車 |
| 2・3 | ■ 高崎線         | 下り | 熊谷・高崎・前橋方面       | 2番線は一部列車 |

（出典：JR東日本:駅構内図）
- 2番線は一部列車が発着する。2025年3月時点での定期旅客列車は平日夕方に特急退避を行う上り1本のみである。
- 当駅には高崎線普通列車と湘南新宿ライン快速（大宮駅まで普通扱い）・特別快速、特急「あかぎ」が停車する。かつては一部の快速「アーバン」（日中の上野発着の一部と池袋発着）も停車していたが、2004年10月16日改正で日中の快速「アーバン」は全て湘南新宿ラインの特別快速にシフトされ、快速「アーバン」は全列車通過となった。また、「スワローあかぎ」（現・「あかぎ」）の運行開始前までは平日夜の「ホームライナー鴻巣」が停車していた。

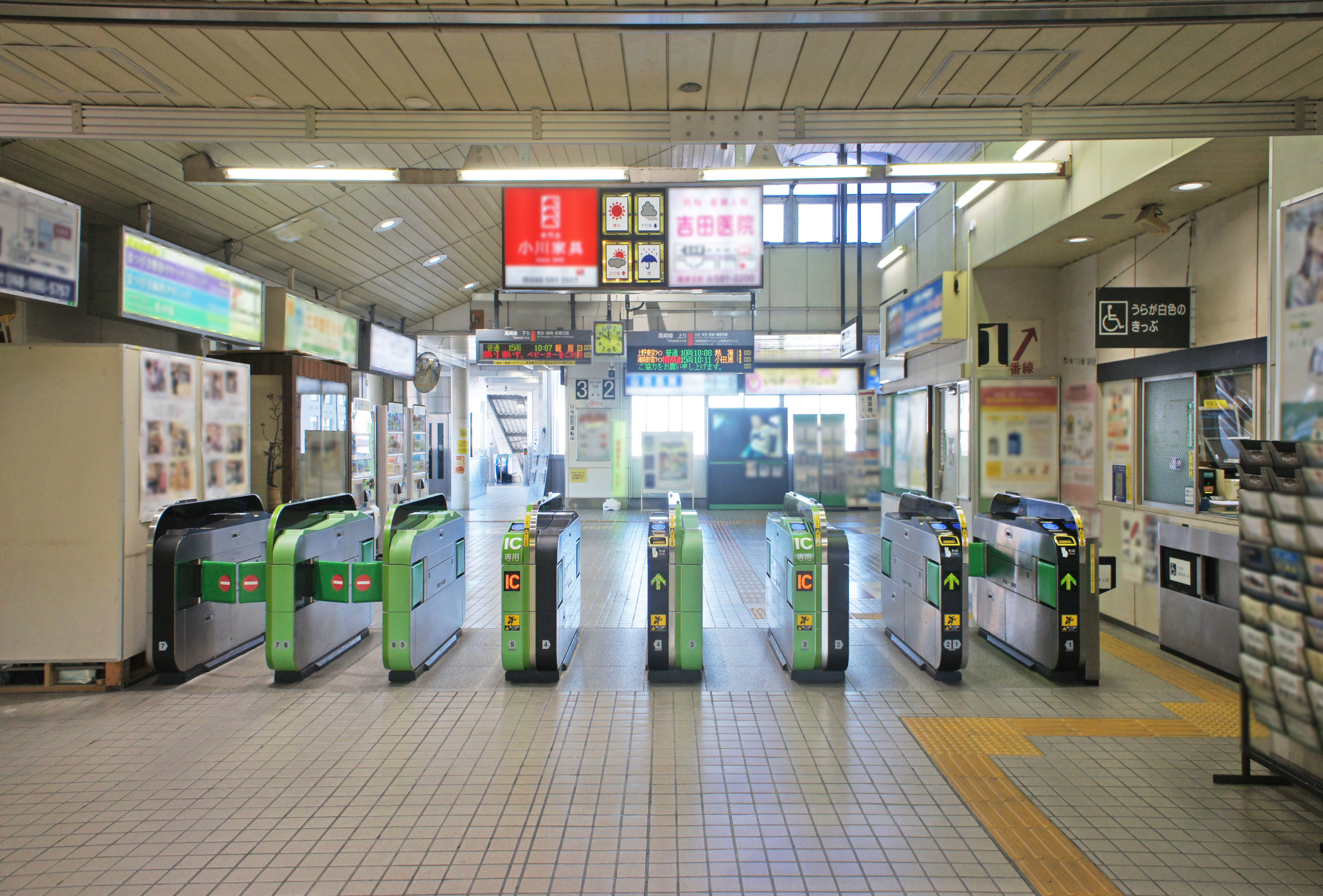
改札口（2021年10月）
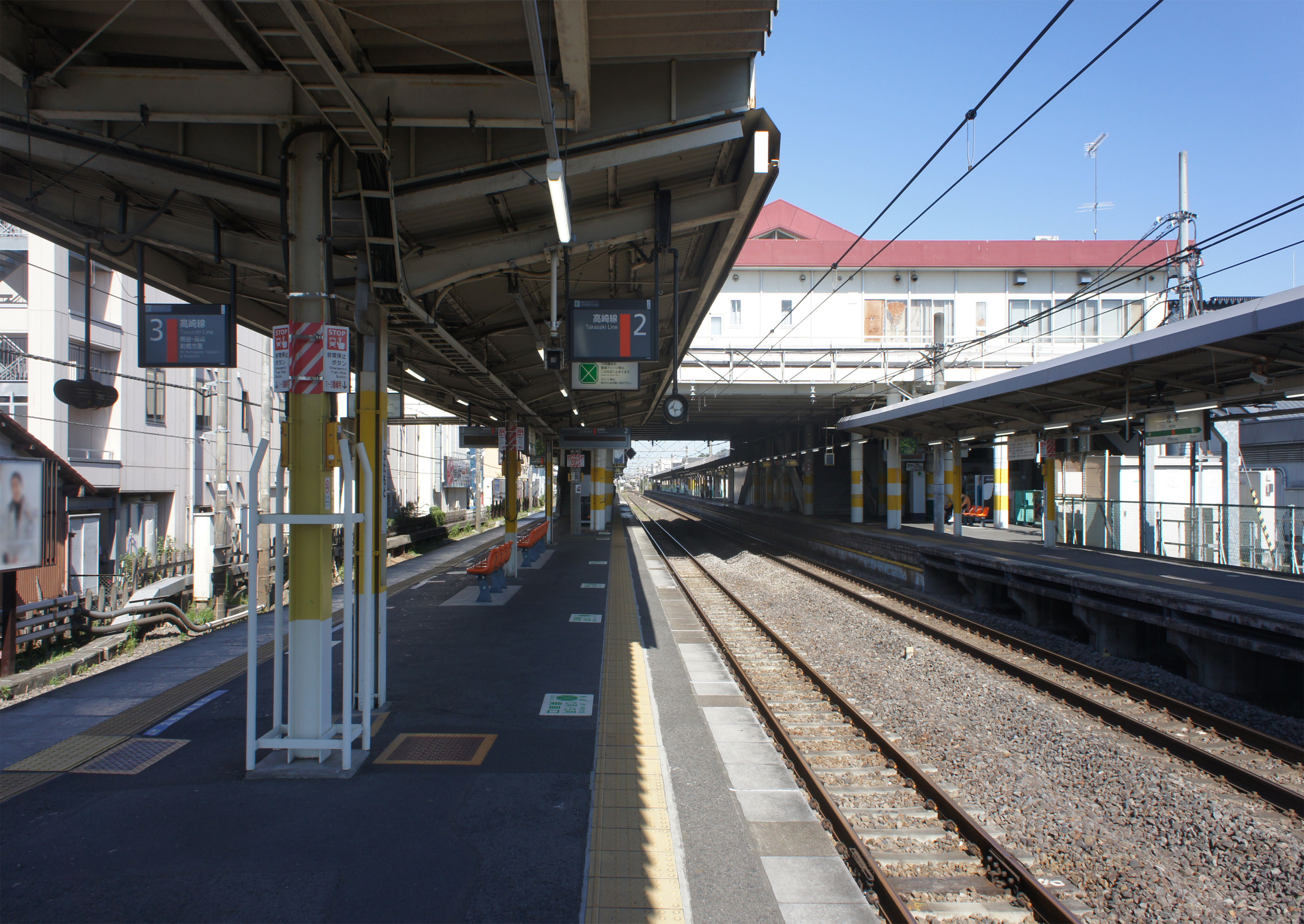
ホーム（2021年10月）

### 駅構内の施設
全て改札外に設置されている。
- NewDays
- 銀座コージーコーナー JR北本店
- BECK'S COFFEE SHOP 北本店
- 駅西口ビル
  - ウェルパーク 北本駅ビル店
  - デイリーヤマザキ 北本駅店
  - みやお整骨院
    - 東京スター銀行ATM

  - 埼玉りそな銀行 北本駅ビル出張所（ATMコーナー）
  - 北本市役所 駅連絡所（鴻巣市役所北本駅連絡所併設）

## 利用状況
2023年度（令和5年度）の1日平均乗車人員は16,213人である。
1990年度（平成2年度）以降の1日平均乗車人員の推移は以下の通り。
| 年度               | 1日平均 乗車人員 | 出典     |
| ------------------ | ---------------- | -------- |
| 1990年（平成02年） | 20,932           |          |
| 1991年（平成03年） | 21,675           |          |
| 1992年（平成04年） | 22,043           |          |
| 1993年（平成05年） | 22,599           |          |
| 1994年（平成06年） | 22,829           |          |
| 1995年（平成07年） | 22,767           |          |
| 1996年（平成08年） | 22,724           |          |
| 1997年（平成09年） | 22,004           |          |
| 1998年（平成10年） | 21,718           |          |
| 1999年（平成11年） | 21,312           | [ * 1 ]  |
| 2000年（平成12年） | 21,083           | [ * 2 ]  |
| 2001年（平成13年） | 20,854           | [ * 3 ]  |
| 2002年（平成14年） | 20,793           | [ * 4 ]  |
| 2003年（平成15年） | 20,753           | [ * 5 ]  |
| 2004年（平成16年） | 20,831           | [ * 6 ]  |
| 2005年（平成17年） | 20,852           | [ * 7 ]  |
| 2006年（平成18年） | 20,856           | [ * 8 ]  |
| 2007年（平成19年） | 20,929           | [ * 9 ]  |
| 2008年（平成20年） | 20,867           | [ * 10 ] |
| 2009年（平成21年） | 20,332           | [ * 11 ] |
| 2010年（平成22年） | 19,986           | [ * 12 ] |
| 2011年（平成23年） | 19,563           | [ * 13 ] |
| 2012年（平成24年） | 19,528           | [ * 14 ] |
| 2013年（平成25年） | 19,659           | [ * 15 ] |
| 2014年（平成26年） | 19,331           | [ * 16 ] |
| 2015年（平成27年） | 19,492           | [ * 17 ] |
| 2016年（平成28年） | 19,167           | [ * 18 ] |
| 2017年（平成29年） | 19,136           | [ * 19 ] |
| 2018年（平成30年） | 18,957           | [ * 20 ] |
| 2019年（令和元年） | 18,491           | [ * 21 ] |
| 2020年（令和02年） | 14,084           |          |
| 2021年（令和03年） | 14,657           |          |
| 2022年（令和04年） | 15,588           |          |
| 2023年（令和05年） | 16,213           |          |

## 駅周辺
駅の西側は鴻巣市との市境が近接しており、高崎線西側の市境は当駅から北に進んだ最初の踏切である東間踏切である。

### 西口
- 北本市役所
- 北本市立図書館
- 北本郵便局（ゆうちょ銀行北本店併設）
- 北本駅西口郵便局
- いなげや 北本駅前店
- 武蔵野銀行 北本支店
- 原馬室一里塚（同）
- ヤオコー北本中央店

### 東口
- サンクス広場（北本ラーメン、美容室等あり）
- デイリーヤマザキ 北本駅東口店
- 北本東間郵便局
- 埼玉りそな銀行 北本支店
- 埼玉縣信用金庫 北本支店
- 埼玉県道164号鴻巣桶川さいたま線（旧中山道）
- 国道17号
- ザ・セレクトン北本駅前(ビジネスホテル)

## バス路線
川越観光バスではPASMOやSuicaが利用可能である。東口・西口共に全路線がロータリーに乗り入れており、路線によってバス停の位置が異なる。

### 西口発着
「北本駅西口」停留所にて、以下の路線バスが発着する。
- 1番のりば（川越観光バス）
  - KI-11・13：北里大学メディカルセンター方面
- 2番のりば（川越観光バス）
  - KI-21〜23：北本団地循環
- 3番のりば
  - 丸建つばさ交通「けんちゃんバス」
    - 21：北本駅東口行

  - 鴻巣市コミュニティバス「フラワー号」
    - 馬室コース：鴻巣駅西口行

### 東口発着
「北本駅東口」停留所にて、以下の路線バスが発着する。A・B・Cは、北本市による案内上の区分けであり、現地バス停に記号は記載されていない。
- のりばA（川越観光バス）
  - KI-01・02：ワコーレ北本・桶川工業団地循環
- のりばB（丸建つばさ交通「けんちゃんバス」）
  - 15・16：北本東口循環
  - 19・20：東間・深井循環
  - 21：北本駅西口行
- のりばC（鴻巣市コミュニティバス「フラワー号」）
  - 常光コース：鴻巣駅東口行

## 隣の駅
東日本旅客鉄道（JR東日本）
■高崎線
■快速「アーバン」
通過
- 特急「あかぎ」・■特別快速・■普通

桶川駅 - 北本駅 - 鴻巣駅

### 記事本文

##### 広報資料・プレスリリースなど一次資料
1. ↑  “Suicaご利用可能エリアマップ（2001年11月18日当初）” (PDF).   東日本旅客鉄道. 2019年7月27日時点のオリジナルよりアーカイブ。2020年4月30日閲覧。

### 利用状況
1. ↑  埼玉県統計年鑑 - 埼玉県
2. ↑  北本の統計 - 北本市

JR東日本の2000年度以降の乗車人員
1. 1 2  各駅の乗車人員（2023年度） - JR東日本
2. ↑  各駅の乗車人員（2000年度） - JR東日本
3. ↑  各駅の乗車人員（2001年度） - JR東日本
4. ↑  各駅の乗車人員（2002年度） - JR東日本
5. ↑  各駅の乗車人員（2003年度） - JR東日本
6. ↑  各駅の乗車人員（2004年度） - JR東日本
7. ↑  各駅の乗車人員（2005年度） - JR東日本
8. ↑  各駅の乗車人員（2006年度） - JR東日本
9. ↑  各駅の乗車人員（2007年度） - JR東日本
10. ↑  各駅の乗車人員（2008年度） - JR東日本
11. ↑  各駅の乗車人員（2009年度） - JR東日本
12. ↑  各駅の乗車人員（2010年度） - JR東日本
13. ↑  各駅の乗車人員（2011年度） - JR東日本
14. ↑  各駅の乗車人員（2012年度） - JR東日本
15. ↑  各駅の乗車人員（2013年度） - JR東日本
16. ↑  各駅の乗車人員（2014年度） - JR東日本
17. ↑  各駅の乗車人員（2015年度） - JR東日本
18. ↑  各駅の乗車人員（2016年度） - JR東日本
19. ↑  各駅の乗車人員（2017年度） - JR東日本
20. ↑  各駅の乗車人員（2018年度） - JR東日本
21. ↑  各駅の乗車人員（2019年度） - JR東日本
22. ↑  各駅の乗車人員（2020年度） - JR東日本
23. ↑  各駅の乗車人員（2021年度） - JR東日本
24. ↑  各駅の乗車人員（2022年度） - JR東日本

埼玉県統計年鑑
1. ↑  埼玉県統計年鑑（平成12年）
2. ↑  埼玉県統計年鑑（平成13年）
3. ↑  埼玉県統計年鑑（平成14年）
4. ↑  埼玉県統計年鑑（平成15年）
5. ↑  埼玉県統計年鑑（平成16年）
6. ↑  埼玉県統計年鑑（平成17年）
7. ↑  埼玉県統計年鑑（平成18年）
8. ↑  埼玉県統計年鑑（平成19年）
9. ↑  埼玉県統計年鑑（平成20年）
10. ↑  埼玉県統計年鑑（平成21年）
11. ↑  埼玉県統計年鑑（平成22年）
12. ↑  埼玉県統計年鑑（平成23年）
13. ↑  埼玉県統計年鑑（平成24年）
14. ↑  埼玉県統計年鑑（平成25年）
15. ↑  埼玉県統計年鑑（平成26年）
16. ↑  埼玉県統計年鑑（平成27年）
17. ↑  埼玉県統計年鑑（平成28年）
18. ↑  埼玉県統計年鑑（平成29年）
19. ↑  埼玉県統計年鑑（平成30年）
20. ↑  埼玉県統計年鑑（令和元年）
21. ↑  埼玉県統計年鑑（令和2年）